# Farial van Egypte

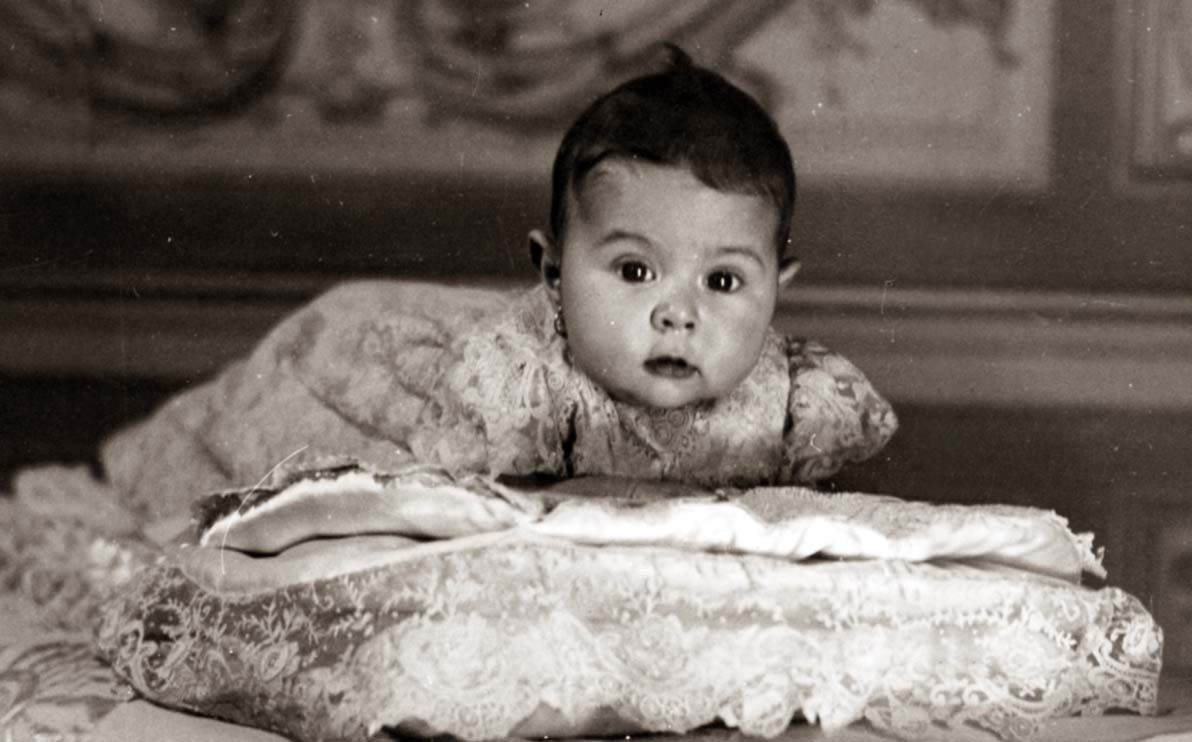
Een jonge prinses Farial

Farial Faroek (17 november 1938 – Montreux, 29 november 2009) was de oudste dochter van de voorlaatste koning van Egypte, Faroek. 
Bij haar geboorte werden grote feestelijkheden georganiseerd en werden kleren en voedsel verdeeld onder de armen. Elk van de 1.700 gezinnen van kinderen die op dezelfde dag geboren waren, kreeg een Egyptisch pond.
Bij haar geboorte was koning Faroek 18 jaar en zijn echtgenote, Farida van Egypte, was 17. Farial kreeg later nog twee zusters, Fawzia en Fadia. Met het oog op een mannelijke troonopvolger scheidde Faroek in 1949 van Farida en huwde met Narriman Sadik. Uit dit huwelijk werd Foead II geboren, die de laatste koning van Egypte zou worden. Na de revolutie van 1952 diende de koninklijke familie de wijk te nemen naar Italië.
Samen met haar zusters kreeg Farial privé-onderwijs en ging vervolgens naar een school in het Zwitserse Lutry. In 1966 huwde zij met de Zwitser Jean-Pierre Perreten, maar het paar scheidde later. Ze hadden één dochter. Farial overleed in 2009.